# Bill Dixon
William Robert Dixon, conocido como Bill Dixon, (Nantucket, Massachusetts, Estados Unidos, 5 de octubre de 1925 - North Bennington, Vermont, 16 de junio de 2010) fue un trompetista, pianista, compositor y pedagogo estadounidense. No debe confundirse con el bajista y cantante de blues, Willie Dixon.

## Historial
Comienza a estudiar trompeta y pintura en la Universidad de Boston, en 1943. A mediados de los años 50, comienza a tocar con diversas bandas aficionadas, hasta que se une a Cecil Taylor, en 1958, y Archie Shepp, 1960.
Activista sociopolítico muy activo, en 1964 funda la Jazz Composer's Guild, asociación destinada a promover el Free jazz y a mejorar las condiciones de trabajo de sus creadores. Para ello, promueve actividades como la serie de conciertos conocida como La Revolución de Octubre en Jazz. Entre 1966 y 1968, trabaja con varios grupos y realiza grabaciones para RCA, aunque a partir de esta última fecha se dedica de forma intensiva a las labores pedagógicas en Vermont, en el Bennington College, donde se crea un Departamento de Música Negra. 
Durante los años 80 y 90, compatibiliza sus clases, actividades docentes prácticas (en las que colaboran músicos como Jimmy Lyons, Alan Silva...) y giras por Europa, para actuar en numerosos Festivales de Jazz, sobre todo en Austria e Italia.

## Estilo
Dixon es una de las personas claves en el free jazz, no tanto como músico, sino como organizador y teórico. Como instrumentista, se desarrolla de forma romántica, mediante el desarrollo de improvisaciones modernas, evanescentes y serenas. Esto se expone, de forma especialmente clara, en sus tres discos más conocidos: Somewhere (1962, con Archie Shepp), Metamorphosis 1962-1966 (1967) y November 1981 (1981).